# Parus (rod)
Parus je rod pěvců z čeledi sýkorovitých (Paridae). V tomto rodu byla původně zařazena velká většina druhů sýkorovitých, ale po genetických výzkumech publikovaných v roce 2013 zde zůstala pouze čtveřice druhů z okruhu sýkory koňadry. Jednotlivé druhy mají řadu poddruhů, což je způsobeno tím, že se jedná o ptáky nemigrující, u jejichž místních populací se tak ustálily drobné odlišující znaky.
| (P. m. aphrodite) (P. m. blanfordi) (P. m. bokharensis) (P. m. corsus) (P. m. ecki) (P. m. excelsus) (P. m. ferghanensis) (P. m. intermedius) (P. m. kagoshimae) | (P. m. kapustini) (P. m. karelini) (P. m. major) (P. m. mallorcae) (P. m. newtoni) (P. m. niethammeri) (P. m. terraesanctae) (P. m. turkestanicus) |

| (P. c. ambiguus) (P. c. caschmirensis) (P. c. cinereus) (P. c. decolorans) (P. c. hainanus) (P. c. mahrattarum) | (P. c. planorum) (P. c. sarawacensis) (P. c. stupae) (P. c. templorum) (P. c. vauriei) (P. c. ziaratensis) |